# Werkstattbedürftigkeit
Werkstattbedürftigkeit ist ein Fachbegriff aus der Sprache der deutschen Arbeitsverwaltung. Er bezeichnet den Sachverhalt, dass ein Mensch mit Behinderung so stark im Sinne des § 219 SGB IX behindert ist, dass er der Bundesagentur für Arbeit als „nicht geeignet“ erscheint, an Maßnahmen des Übergangs in den allgemeinen Arbeitsmarkt teilzunehmen. Der so eingestuften Person wird durch die Begriffswahl empfohlen, in einer Werkstatt für behinderte Menschen tätig zu werden bzw. zu bleiben. Diese Empfehlung gilt auch dann als befolgt, wenn von ihr Betroffene die Möglichkeit des § 60 SGB IX in Anspruch nehmen und sich von einer „Anderen Einrichtung“ beschäftigen lassen, die einer WfbM gleichgestellt ist.

## Anwendung des Begriffs
§ 219 SGB IX besagt, dass einer der Aufträge einer WfbM darin besteht, „den Übergang geeigneter Personen auf den allgemeinen Arbeitsmarkt durch geeignete Maßnahmen“ zu fördern. Daraus schlussfolgert die BA in ihren „fachlichen Weisungen“ (neueste Fassung vom 28. Dezember 2021) zu § 55 SGB IX ausdrücklich, dass Menschen, die „wegen Art oder Schwere der Behinderung nicht, noch nicht oder noch nicht wieder auf dem allgemeinen Arbeitsmarkt beschäftigt werden können“, nicht zur Zielgruppe „geeigneter Maßnahmen“ gehören, wenn sie ihr als dafür „nicht geeignet“ erscheinen. Den letztgenannten Personenkreis bezeichnet die Bundesagentur für Arbeit als „werkstattbedürftig“.

### § 38a SGB IX (alte Fassung) bzw. § 55 SGB (neue Fassung)
Zu den „geeigneten Maßnahmen“ Im Sinne von § 219 SGB IX gehört vor allem die „Unterstützte Beschäftigung“.
Ein mit „Unterstützte Beschäftigung“ überschriebener Paragraph, der § 38a SGB IX (alte Fassung), wurde 2008 in das deutsche Sozialgesetzbuch eingefügt. Seine wesentlichen Bestimmungen wurden im Zuge der Reform des Bundesteilhabegesetzes ab 2017 in § 55 SGB IX mit derselben Überschrift übernommen.
In ihren „Fachlichen Weisungen“ zu § 55 SGB IX stellt die BA klar, dass das Instrument der Unterstützten Beschäftigung im Sinne des Bezugs-Paragraphen konzipiert sei für:
- „Menschen mit Lernbehinderungen im Grenzbereich zur geistigen Behinderung,
- Menschen mit geistigen Behinderungen im Grenzbereich zur Lernbehinderung,
- Menschen mit einer psychischen Beeinträchtigung und / oder Verhaltensauffälligkeiten.“

Menschen, die einer der Zielgruppen angehören, sind laut § 55 Abs. 1 SGB IX berechtigt, „eine angemessene, geeignete und sozialversicherungspflichtige Beschäftigung […] zu erhalten. Unterstützte Beschäftigung umfasst eine individuelle betriebliche Qualifizierung und bei Bedarf Berufsbegleitung.“
Die (Nicht-)Eignung für Maßnahmen der Unterstützten Beschäftigung wird durch standardisierte Verfahren der Eignungsprüfung festgestellt. So ist vor Aufnahme einer „InbeQ“ laut BA „in allen Fällen eine fundierte Eignungsabklärung erforderlich (z. B. Berücksichtigung von Gutachten, der Kompetenzanalyse im Rahmen der vertieften Berufsorientierung, Beteiligung der Fachdienste, Vorschaltung spezieller Eignungsdiagnostik wie bspw. DIA-AM)“
Auch das Internetportal Lexware bezeichnet Werkstätten für behinderte Menschen als „Einrichtungen zur beruflichen Eingliederung derjenigen behinderten Menschen, die am Arbeitsleben teilhaben können, zu ihrer beruflichen Eingliederung aber auf diese besonderen Einrichtungen angewiesen sind.“

### Voraussetzungen für die Diagnose „Werkstattbedürftigkeit“
In ihrem „Fachkonzept für Eingangsverfahren und Berufsbildungsbereich in Werkstätten für behinderte Menschen (WfbM)“ legte die Bundesagentur für Arbeit 2010 fest, dass bereits im Eingangsverfahren in einer WfbM festgestellt werden müsse, ob für die zu begutachtende Person „die WfbM die geeignete Einrichtung zur Teilhabe am Arbeitsleben ist“.
Personen, die mit dem Attribut „werkstattbedürftig“ belegt werden, müssen die Kriterien für die Aufnahme in eine Werkstatt für behinderte Menschen erfüllen. Sie müssen als „voll erwerbsgemindert“ im Sinne von § 43 Abs. 2 Satz 2 SGB VI eingestuft sein; gleichzeitig müssen sie nach § 219 Abs. 2 SGB IX ein „Mindestmaß wirtschaftlich verwertbarer Arbeitsleistung“ erbringen können.
Damit diese Bestimmung nicht als sinnwidrig erscheint, dürfen die Begriffe „Beschäftigungsfähigkeit“ (auch „Arbeitsmarktfähigkeit“ genannt), „Erwerbsfähigkeit“ und „Arbeitsfähigkeit“ nicht als Synonyme missverstanden werden. Ein „werkstattbedürftiger Mensch“ muss arbeitsfähig sein, um die Bedingung des § 219 Abs. 2 SGB IX erfüllen zu können, da seine Tätigkeit in der WfbM keine bloße Beschäftigungstherapie ist. Er hat dort den Status einer arbeitnehmerähnlichen Person inne.  Eine temporäre Arbeitsunfähigkeit muss er sich, wie jeder Arbeitnehmer, von einem Arzt durch eine Arbeitsunfähigkeitsbescheinigung bestätigen lassen.

## Kritik

### Illegitime Auslegung des § 55 SGB IX
Nach Auffassung von Natalie Waldenburger, Wissenschaftliche Mitarbeiterin im Fachgebiet Sozialrecht an der Martin-Luther-Universität Halle-Wittenberg, „müssen die Leistungen des § 55 SGB IX allen Menschen mit Behinderungen zustehen, die eine entsprechende Beschäftigung anstreben oder erhalten möchten und zur Stabilisierung sowie Sicherung ihrer beruflichen Teilhabe der Unterstützung durch geeignete Fachdienste bedürfen.“ Der pauschale Ausschluss „werkstattbedürftiger Menschen“ durch die BA könne angesichts des im Bundesteilhabegesetz angelegten Verständnisses des Begriffs des „besonderen Unterstützungsbedarfs“ nicht überzeugen. Denn Menschen gälten auch deshalb als werkstattbedürftig, weil sie einen hohen Unterstützungsbedarf hätten.

### Scheinobjektivität
Insbesondere die Bundesagentur für Arbeit erweckt den Eindruck, dass sich aus der Art und der Schwere der Behinderung die Antwort auf die Frage ergebe, ob eine Person „werkstattbedürftig“ sei, und dass diese „Eigenschaft“ durch Fachwissenschaftler „festgestellt“ werden könne. Die Erziehungswissenschaftlerin Stephanie Czedik stellt hingegen die These auf, dass die Einstufung als „werkstattbedürftig“ von allgemeinen Arbeitsmarktentwicklungen abhänge und sich die Kriterien hierfür in den vergangenen Jahrzehnten verändert hätten.
Czedik zufolge deuteten „die steigenden psychischen Belastungen insbesondere in den Bereichen der Einfacharbeit durch die Digitalisierung auf einen wachsenden Ausschluss von Arbeitnehmern aus dem ersten Arbeitsmarkt hin. Werkstätten reagieren bereits auf die Veränderungen des ersten Arbeitsmarktes und nehmen immer mehr Menschen mit psychischen Belastungen auf“, was voraussetze, dass diese Menschen zuvor als „werkstattbedürftig“ eingestuft worden seien. Die Rechtsgrundlage für eine Zuweisung zum zweiten Arbeitsmarkt stehe „unmittelbar in Abhängigkeit zu den Anforderungen auf dem ersten Arbeitsmarkt und arbeitsmarktpolitischen Maßnahmen.“

### Infragestellung der Kategorie der „Bedürftigkeit“
Es wird auch grundsätzliche Kritik an der Idee vorgebracht, es gebe Menschen, die die Tätigkeit in einer WfbM „bräuchten“ (d. h. ihrer „ohne Alternative bedürftig“ seien). So gibt es seit der Einführung des Bundesteilhabegesetzes den § 60 SGB, der „Andere Leistungsanbieter“ zulässt, die es Menschen mit Behinderung ermöglichen, mit Hilfe des Budgets für Arbeit ähnliche Leistungen wie in einer WfbM zu erhalten. Über diesen Einwand hinausgehend, äußerte 2021 das Projekt „jobinklusive“: „Die Beschäftigung in einer WfbM ist das Gegenteil von Inklusion. Sie führt zur Segregation von behinderten Menschen. Träger von WfbMs sind meist große Träger der Behindertenhilfe, die oft Arbeitsstätte, Wohnort und Freizeitorte in einem vereinen. So arbeiten, wohnen und leben Menschen mit Behinderung oder psychischen Erkrankungen abgetrennt von den der restlichen Gesellschaft. Angestellte, Geschäftsführenden [sic!] und Anleiter*innen sind fast immer Menschen ohne Behinderung. So entsteht ein klares Hierarchiegefälle von Menschen ohne Behinderung gegenüber Menschen mit Behinderung.“ Dass Werkstätten für behinderte Menschen die Segregation von Menschen mit Behinderung förderten und deshalb nicht mit Art. 27 des Übereinkommens über die Rechte von Menschen mit Behinderungen der Vereinten Nationen vereinbar seien, das Deutschland 2009 unterzeichnet hat, monierte bereits am 15. Mai 2015 der Staatenbericht des „Ausschusses für die Rechte von Menschen mit Behinderungen“ der UN: Er stellte fest, „dass segregierte Werkstätten für behinderte Menschen weder auf den Übergang zum allgemeinen Arbeitsmarkt vorbereiten noch diesen Übergang fördern.“

### Problematisches Verständnis des Wunsch- und Wahlrechts
Dass die Kritik seitens der UN nicht von allen Politikern verstanden oder akzeptiert wurde, zeigt eine Stellungnahme der nordrhein-westfälischen Landesregierung im Jahr 2017. Seit 2017 werde laut deren Aussagen dem Wahlrecht (nach § 8 SGB IX) „werkstattbedürftiger“ Menschen dadurch Rechnung getragen, dass sie gemäß § 62 SGB IX Leistungen, die ihnen in einer WfbM zustünden, auch durch „andere Leistungsanbieter“ erhalten können. Durch sie hätten sie die Chance, „neue, bedarfsgerechte Teilhabechancen jenseits einer Beschäftigung in einer WfbM“ zu erhalten. Tatsächlich erhalten WfbM-Beschäftigte durch die Neufassung des § 62 SGB IX nicht den Status von Arbeitnehmern, sondern bleiben (wie in einer WfbM) arbeitnehmerähnliche Personen, die z. B. keinen Anspruch auf Zahlung des gesetzlichen Mindestlohns haben. Verbessert wird durch die Gesetzesänderung (wie auch durch die Arbeit von WfbM-Beschäftigten auf Außenarbeitsplätzen) vor allem die Möglichkeit, mit nicht-behinderten Kollegen zusammenzuarbeiten.

## Zeichen für einen Paradigmenwechsel

### Reform der Ausgleichsabgabe
In § 159 SGB IX, der sich mit der Möglichkeit für Arbeitgeber befasst, mehr als einen Pflichtplatz bei der Berechnung der Zahl zu beschäftigender behinderter Menschen für die Ausgleichsabgabe angerechnet zu bekommen, heißt es seit Januar 2018: „Die Bundesagentur für Arbeit kann die Anrechnung eines schwerbehinderten Menschen […] auf mehr als einen Pflichtarbeitsplatz, höchstens drei Pflichtarbeitsplätze für schwerbehinderte Menschen zulassen, wenn dessen Teilhabe am Arbeitsleben auf besondere Schwierigkeiten stößt. Satz 1 gilt auch für schwerbehinderte Menschen im Anschluss an eine Beschäftigung in einer Werkstatt für behinderte Menschen […]“.

### Budget für Ausbildung
Am 1. Januar 2020 wurde § 61a SGB IX in des Sozialgesetzbuch eingefügt. Durch ihn wurde die Institution des Budgets für Ausbildung geschaffen. Der Paragraph sollte den Missstand beenden, dass „bei Menschen mit kognitiver Beeinträchtigung der Weg von der Förderschule oftmals direkt in die Werkstatt für behinderte Menschen führt.“ Wenn Abgänger von Förderschulen gleich nach dem Verlassen der Schule mit dem ersten Arbeitsmarkt in Kontakt treten können, stellt dies die Zwangsläufigkeit des vorgezeichneten Wegs in Frage.
Zu den Missständen, die durch das Budget für Ausbildung behoben werden sollen, gehört auch, dass Schulabgängern nach Inkrafttreten des Budgets für Arbeit keine Leistungen gemäß § 61 SGB IX zustehen und dass in Werkstätten für behinderte Menschen nicht die Möglichkeit besteht, einen auf dem ersten Arbeitsmarkt anerkannten Berufsabschluss zu erlangen. Seit 2020 besteht die Möglichkeit, einen potenziellen Arbeitgeber dadurch zu motivieren, einen schwerbehinderten Schulabgänger auszubilden, dass ihm auf der Grundlage des § 61a SGB IX die Ausbildungskosten ersetzt werden. Die neuen Möglichkeiten stellen die These in Frage, dass es „werkstattbedürftige“ Menschen gebe.

### Betonung der Wichtigkeit der Personenzentrierung
Im November 2022 vertrat Jürgen Dusel, Beauftragter der Bundesregierung für Belange von Menschen mit Behinderung, am Rande einer Versammlung mit 200 Mitgliedern von Werkstatträten in Deutschland mit Nachdruck die Auffassung, „dass Menschen mit Behinderung das Recht haben, auf den allgemeinen Arbeitsmarkt zu kommen, wenn sie das wollen.“